# 健全夜遊びドキュメンタリー63ANGEL!!
『健全夜遊びドキュメンタリー63ANGEL!!』は、六本木のショークラブ「63ANGEL」（旧バーレスク東京）で活躍するショーダンサーROKUSAN ANGELの冠番組。MCはカンニング竹山、演出は「とんねるずのみなさんのおかげでした」のマッコイ斉藤が担当。ABEMAで毎週土曜20時から放送されている番組。

## 概要
2025年4月19日（土）夜20時からABEMAにて放送される新番組「健全夜遊びドキュメンタリー63ANGEL!!」。前身は2024年にTOKYO MXで放送された「それゆけ!!63エンジェル!!」。番組タイトルの由来は、六本木三丁目に天使が降臨する六本木のショークラブ「ROKUSAN ANGEL（口クサンエンジェル）」から来ている。
ROKUSAN ANGELでダンサーを務める女の子らがバラエティ番組に挑戦。MCのカンニング竹山が見守る中、夜の舞台で輝く六本木のショーダンサー63ANGEL 彼女たちの私生活は健全なのか不健全なのか？ その疑問を明らかにする！ 夜遊び健全ドキュメンタリー。

## 放送＆配信プラットフォーム
毎週土曜夜8時からABEMAプレミアム会員限定先行。
同日に公式YouTubeチャンネルにて番組途中まで放送。
翌週土曜の夜8時からABEMAにて無料配言。

## 出演者

### MC
- カンニング竹山

### レギュラー
- ROKUSAN ANGEL

## 放送リスト
| #  | 放送日        | 番組内容                                                                  | ゲスト   |
| -- | ------------- | ------------------------------------------------------------------------- | -------- |
| 1  | 2025年4月19日 | 彼女たちの私生活は健全?不健全?私生活を洗い出す                            | 井戸田潤 |
| 2  | 2025年4月26日 | 不倫した父に謝らせたい!!健全に家族と向き合い涙の再会                      | -        |
| 3  | 2025年5月3日  | 娘の整形に母からまさかの言葉が…止まらない六本木整形ブーム                 | -        |
| 4  | 2025年5月10日 | 借金を踏み倒した続け女の末路。返済当日に人生最後の決断へ...               | -        |
| 5  | 2025年5月17日 | 六本木の不健全を告白!謝罪まみれのエンジェルたち                           | -        |
| 6  | 2025年5月24日 | 健全な仕事とは・・祖父母にショーダンサーを認めてもらいたいエンジェル      | -        |
| 7  | 2025年5月31日 | 崩れかけた親子の絆。ギャンブル依存と戦う家族の愛                          | -        |
| 8  | 2025年6月7日  | 六本木の光と闇‼日本一厳しいオーディションに密着‼                          | -        |
| 9  | 2025年6月14日 | LAでホームレスだった母と涙の舞                                            | -        |
| 10 | 2025年6月21日 | 六本木の夜はグレーゾーンだらけ⁉白黒ハッキリさせたい天使たち‼              | -        |
| 11 | 2025年6月28日 | 台湾公演前日に飛び交う怒号‼監督に妥協なし‼                                | -        |
| 12 | 2025年7月5日  | 台湾公演で起きた、譲れない演出戦争勃発‼誰よりも熱い監督激怒               | -        |
| 13 | 2025年7月12日 | 内紛勃発！私たちMCクロトが大嫌いです！                                    | -        |
| 14 | 2025年7月19日 | 秋田の母に冷たく当たり続けた娘が、初めての謝罪文に母号泣                  | -        |
| 15 | 2025年7月26日 | 最高月収2000万の元人気No. 1キャバ嬢ダンサーの私生活と乱れた飲み会に潜入！ | -        |
| 16 | 2025年8月2日  | 六本木トップダンサーたちの不満大爆発‼真夏の過激トーク祭り‼                | -        |
| 17 | 2025年8月9日  | 元ヤンショーダンサー母校へ帰る‼更生してくれた恩師との再会に涙…            | -        |

## スタッフ
- 構成：鈴木工務店
- カメラ：福岡利浩、鈴木俊也、川本修平
- 音声：松尾秀俊、高橋塁
- 照明：中田祐一
- 美術：内山高太郎
- メイク：角野遼子
- 編集：小笠原一登
- MA：大脇唯矢
- 音効：坪井翔太
- CG：アイヴリックスタジオ
- 協力：フジアール、株式会社ブルブル、ジーリングスタジオ
- ユニットマネージャー：内藤良太、真野将年、一平
- ディレクター：小林淳一
- 制作スタッフ：家次史昭、浅川広晃、邊保太一
- プロデューサー：KONAN
- 総合演出：マッコイ斉藤
- 制作協力：SHO・GUN[1]
- 制作著作：ユメカナ株式会社